# På tomandshånd med Karl Bjarnhof
På tomandshånd med Karl Bjarnhof er en dansk dokumentarfilm fra 1950.